# Cortinarius
Il Cortinarius (Pers.) Gray, 1821, è un genere a cui appartengono oltre 500 specie di funghi con taglia molto variabile, raggruppati in vari sottogeneri.

Per la grande variabilità e la somiglianza dei funghi appartenenti a questo genere, spesso le differenze sono minime ed accertabili solo tramite le reazioni macrochimiche che, pertanto, assumono un ruolo determinante per l'identificazione di ogni singola specie.

Questo genere annovera poche specie eduli mentre vi sono moltissime specie senza valore alimentare e molte specie velenose, più alcune specie mortali: pertanto il consumo di cortinari è sconsigliato a chiunque non li conosca in maniera approfondita.

## Descrizione del genere

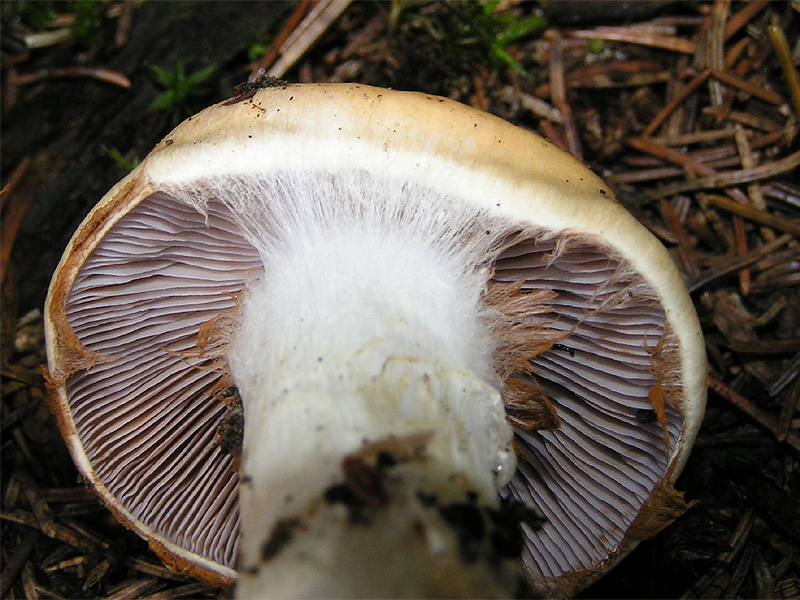
Cortinarius varius: cortina in evidenza

Cappello
Da 1 a 30 cm di diametro, colori sbiaditi o molto vivaci, totalmente o parzialmente vischioso o completamente asciutto.
Lamelle
Di solito smarginato-uncinate, variamente e vivamente colorate, eccezionalmente bianche negli esemplari giovani, tendenti all'ocra-ruggine negli esemplari maturi.
Gambo
Non facilmente staccabile dal cappello, di forma variabile, privo di anello e volva, munito di cortina glutinosa o filamentosa che unisce l'orlo del cappello con la base del gambo negli esemplari giovani, e che poi resta rappreso sul gambo in maniera più o meno evidente.
Carne
Fragile esigua o compatta e soda, immutabile.
- Odore: molto variabile, spesso rafanoide, talvolta molto complesso e di difficile interpretazione, altre volte fruttato.
- Sapore: spesso trascurabile o rafanoide, delle volte dolce; in alcuni casi cattivo, amaro.

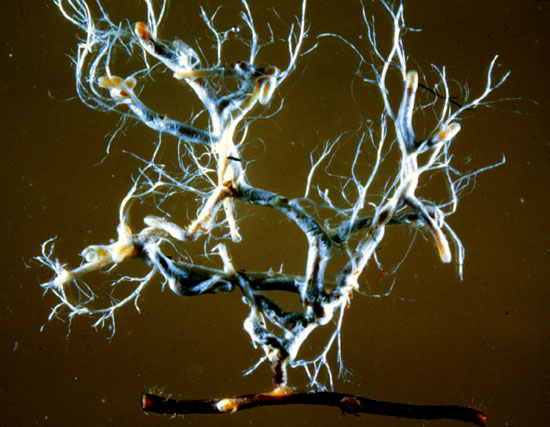
Ectomicorrize tra Cortinarius e Abete di Douglas

Spore
Ocra in massa, verrucose, ovoidali.

## Habitat
I Cortinari sono funghi terricoli o in qualche caso sporadico pseudo-lignicoli, probabilmente tutti simbionti.

## Commestibilità
Non significativa.

Con l'eccezione del Cortinarius glaucopus, del Cortinarius praestans, del Cortinarius sebaceus (ottimi commestibili) e di pochi altri Cortinari (es. Cortinarius violaceus), tutte le altre specie sono da considerarsi non commestibili, tossiche, velenose o addirittura mortali come le seguenti specie:
- Cortinarius orellanus,
- Cortinarius semisanguineus,
- Cortinarius speciosissimus.

Per tale motivo
si sconsiglia categoricamente il consumo delle specie di questo genere ai non esperti!

## Sistematica
Dal punto di vista sistematico il genere Cortinarius viene suddiviso in molteplici sottogeneri:

### Sottogenere "Bulbopodium"
Sezione leucophylliC.talus, C.multiformis, C.herbarum, C.saporatus, C.langei, C.rapaceus
Sezione virentophylliC.rufoolivaceus, C.orichalceus, C.atrovirens, C.odoratus, C.odorifer
Sezione xanthophylliC. elegantissimus, C. suberetorum, C. splendens, C. meinhardii, C. sulfurinus, C. elegantior, C. fulmineus, C. xanthophyllus, C. splendificus
Sezione cyanophylliC.purpurascens, C.porphyropus, C.glaucopus, C.anserinus, C.suaveolens, C.calochrous, C.arquatus, C.sodagnitus, C.coerulescens, C.terpsichores

### Sottogenere "Cortinarius"
Tutto il corpo fruttifero di colore viola molto scuro, mai vischioso, secco, non igrofano, di taglia apprezzabile.

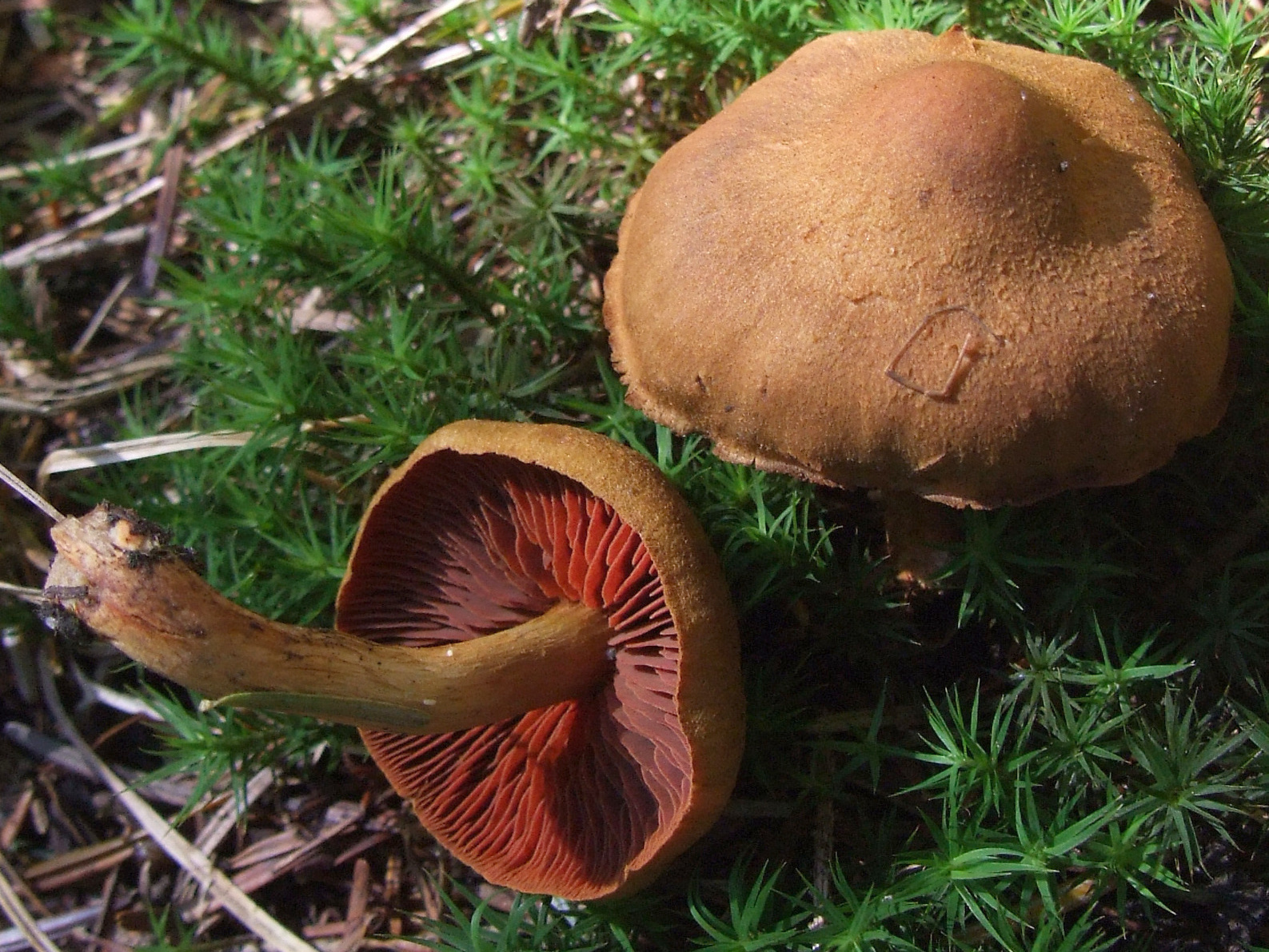
Cortinarius semisanguineus
(mortale)
Sottogenere Dermocybe

C. violaceus

### Sottogenere "Dermocybe"
Specie di piccola taglia, con lamelle gialle, arancio o rosso vivo, cappello non igrofano e mai vischioso, gambo non bulboso.
Sezione sanguineiC. anthracinus, C. cinnabarinus, C. purpureus, C. sanguineus, C. semisanguineus
Sezione cinnamomeiC.cinnamomeoluteus, C.cinnamomeus, C.croceus, C.huronensis, C.malicorius, C.olivaceofuscus, C.pratensis, C.sommerfeltii, C.tubarius, C.uliginosus
Sezione dermocybeC.alpinus, C.argutus, C.armeniacus, C.bibulus, C.bivelus, C.calopus, C.canabarba, C.castaneus, C.corrosus, C.croceoconus, C.decoloratus, C.dilutus, C.erythrinus, C.fervidus, C.flavovirens, C.incisus, C.leucophanes, C.lucorum, C.malachius, C.ochrophyllus, C.papulosus, C.raphanoides, C.roseolimbatus, C.saginus, C.saturninus, C.scaurus, C.subtorvus, C.tophaceus, C.tortuosus, C.umbrinolens

### Sottogenere "Hydrocybe"
Cappello liscio, igrofano, gambo nudo.

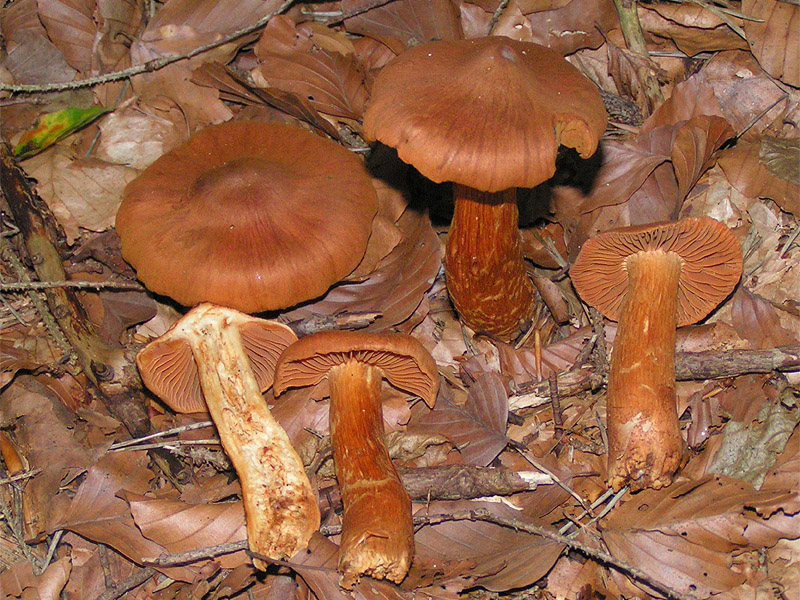
Cortinarius speciosissimus (mortale)
Sottogenere Leprocybe

### Sottogenere "Leprocybe"
Cappello non igrofano, lamelle mai gialle o rosso vivo, colori verdastri, fulvi o rosso mattone.
C.betuletorum, C.bolaris, C.callisteus, C.citrinofulvescens, C.gentilis, C.humicola, C.limonius, C.melanotus, C. orellanus, C.rubicundulus, C.saniosus, C. speciosissimus, C.venetus, C.venetus var. montanus

### Sottogenere "Mixacium"

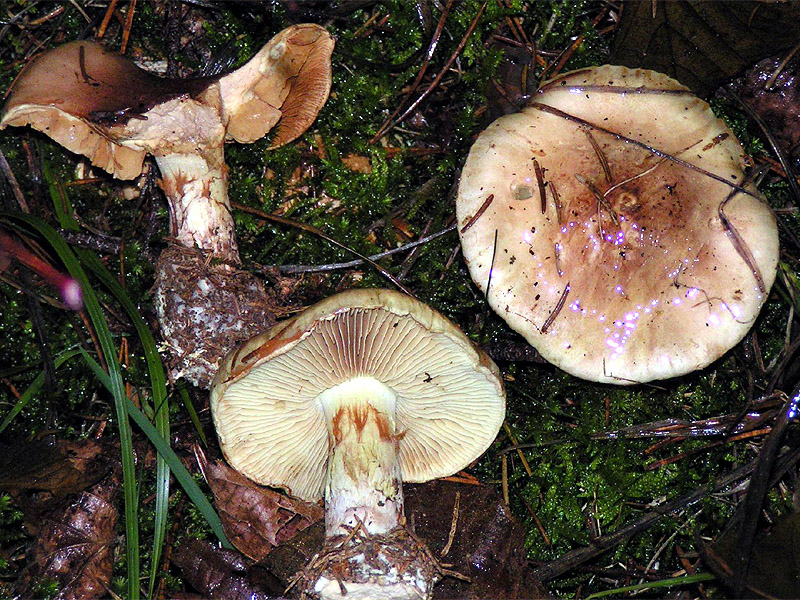
Cortinarius percomis (sospetto)
Sottogenere Phlegmacium

Cappello e gambo totalmente vischiosi, gambo sempre privo di bulbo marginato.
Sezione trivialesC. collinitus, C. trivialis, C.mucosus
Sezione elatioresC.elatior, C.stillatitius, C.mucifluus
Sezione delibutiC.delibutus, C.salor
Sezione ochroleuciC.croceocoeruleus, C.vibratilis, C.causticus, C.ochroleucus, C.barbatus, C.pumilus

### Sottogenere "Phlegmacium"
Con cappello parzialmente vischioso, gambo asciutto e a volte con bulbo più o meno marginato.
Sezione variicoloresC.largus, C.lividoviolaceus, C.variecolor, C.nemorensis, C.balteatus, C.cumatilis, C.praestans, C.herculeus, C.cyanites
Sezione triumphantesC.triumphans, C.crocolitus, C.cephalixus, C.varius
Sezione percomesC.percomis, C.nanceiensis
Sezione claricoloresC.claricolor, C.sebaceus, C.vulpinus
Sezione elasticitiC.decolorans, C.infractus, C.subtortus

### Sottogenere "Sericeocybe"
Cappello sericeo.
C. alboviolaceus, C. camphoratus, C. traganus, C. anomalus, C. caninus, C. pholideus, C. spilomeus

### Sottogenere "Telamonia"
Cappello asciutto, non vischioso, igrofano, lamelle mai gialle o rosso vivo, gambo ornamentato con velo fioccoso o zone anulari fibrillose.
Sezione firmioresC. torvus, C.evernius, C.scutulatus, C.bicolor, C.brunneus, C.hinnuleus, C.biformis, C.laniger, C.duracinus
Sezione armillatiC.armillatus, C.veregregius, C.bulliardii, C.colus
Sezione tenuinoresC.decipiens, C.pulchripes, C.flexipes, C.paleaceus, C.hemitrichus, C.helvelloides, C.alnetorum, C.obtusus, C.acutus

## Specie di Cortinarius
La specie tipo è Cortinarius violaceus, altre specie incluse sono:
- Cortinarius anomalus
- Cortinarius anthracinus
- Cortinarius armillatus
- Cortinarius caperatus
- Cortinarius camphoratus
- Cortinarius cinnabarinus
- Cortinarius cinnamomeus
- Cortinarius collinitus
- Cortinarius cumatilis
- Cortinarius glaucopus
- Cortinarius hemicaeruleus
- Cortinarius largus
- Cortinarius orellanus
- Cortinarius pistorius
- Cortinarius praestans
- Cortinarius rufoolivaceus
- Cortinarius semisanguineus
- Cortinarius salor
- Cortinarius speciosissimus
- Cortinarius trivalis
- Cortinarius variecolor

## Etimologia
Dal latino cortinarius = attinente alle cortine, per i caratteristici residui del velo parziale.

## Sinonimi
- Myxacium (Fr.) P. Kumm., Führer für Pilzfreunde (Zwickau): 22, 91 (1871)
- Phlegmacium (Fr.) Wünsche, Pilze: 87, 128 (1877)

## Galleria d'immagini

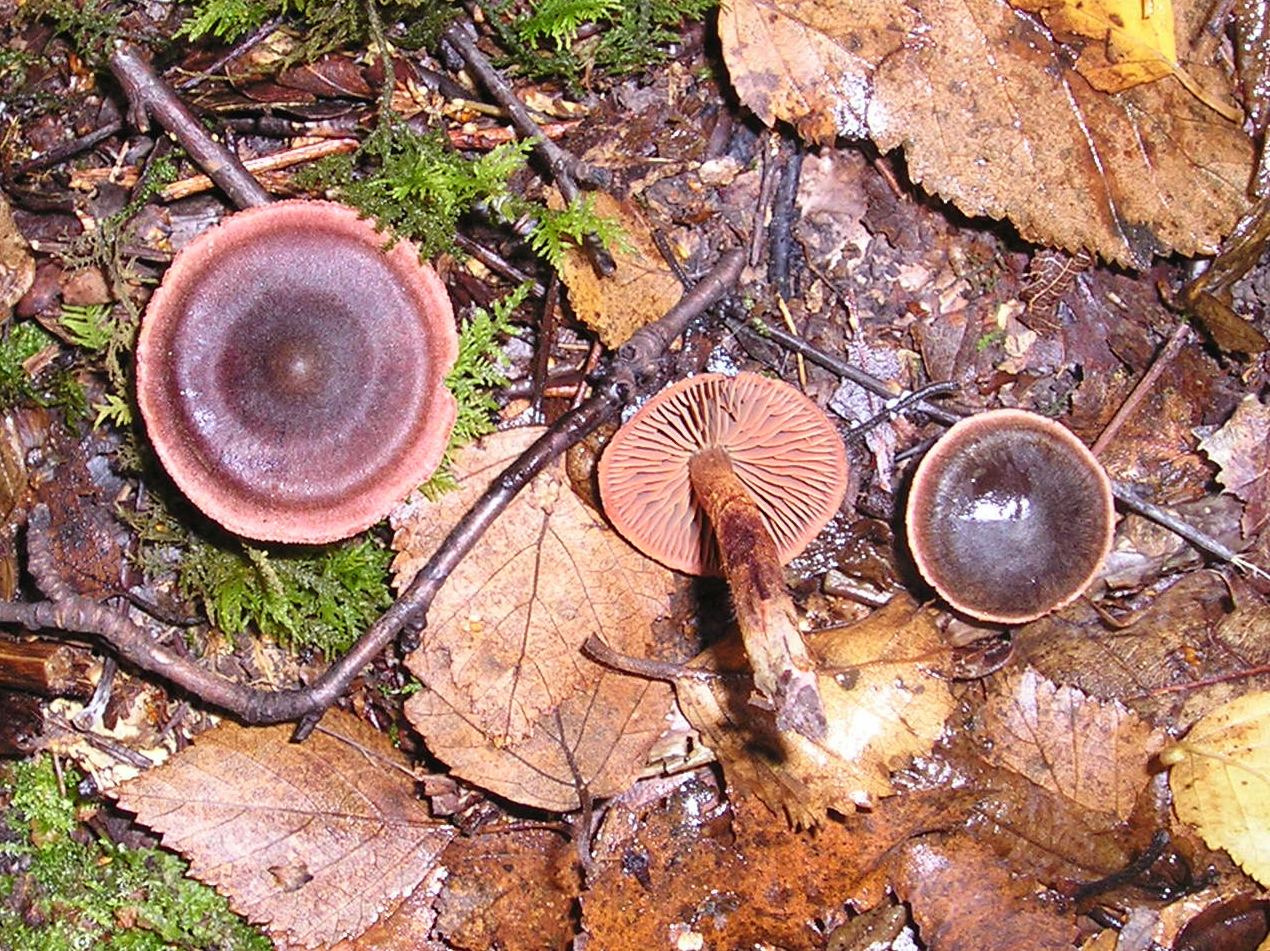
C. anthracinus
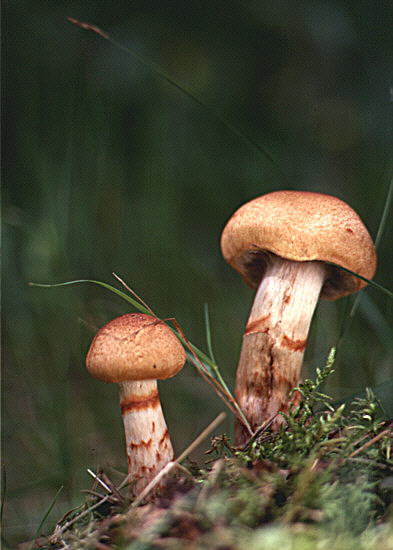
C. armillatus
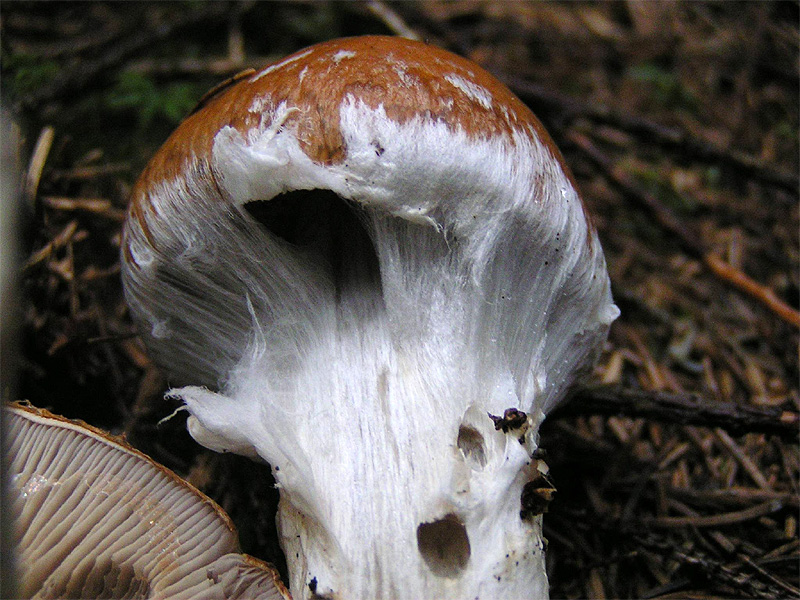
C. claricolor
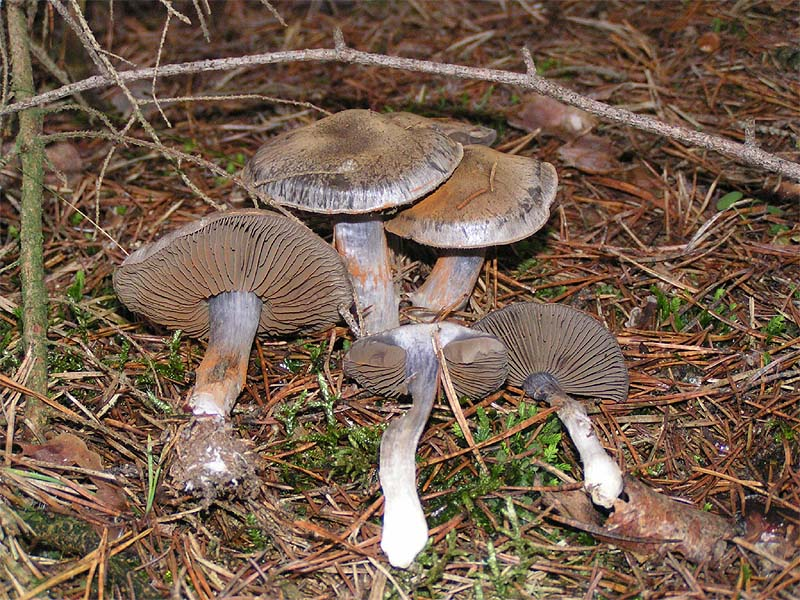
C. infractus
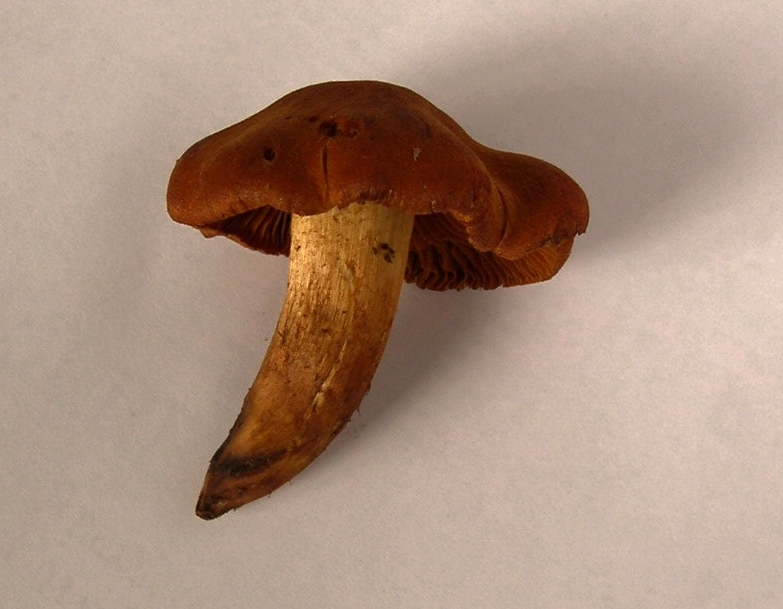
C. orellanus
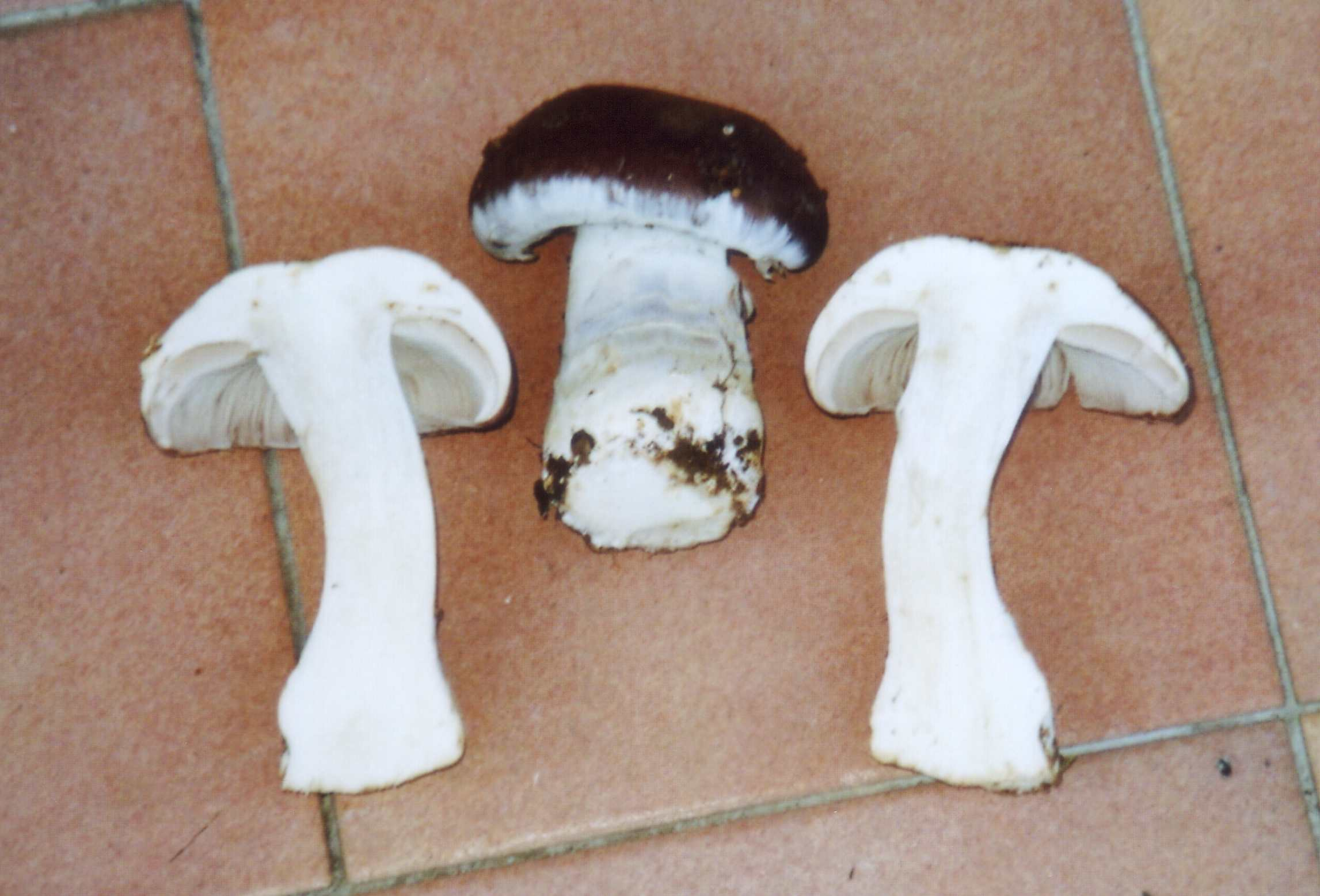
C. praestans
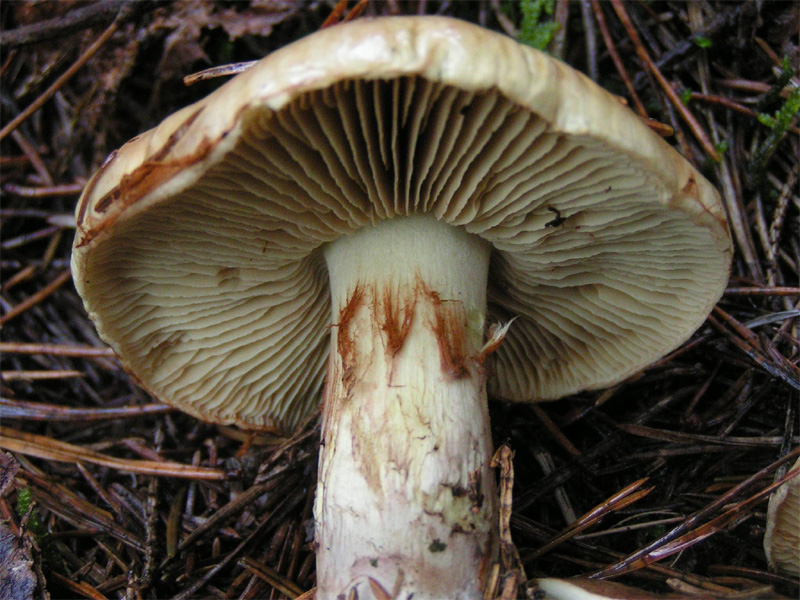
C. percomis
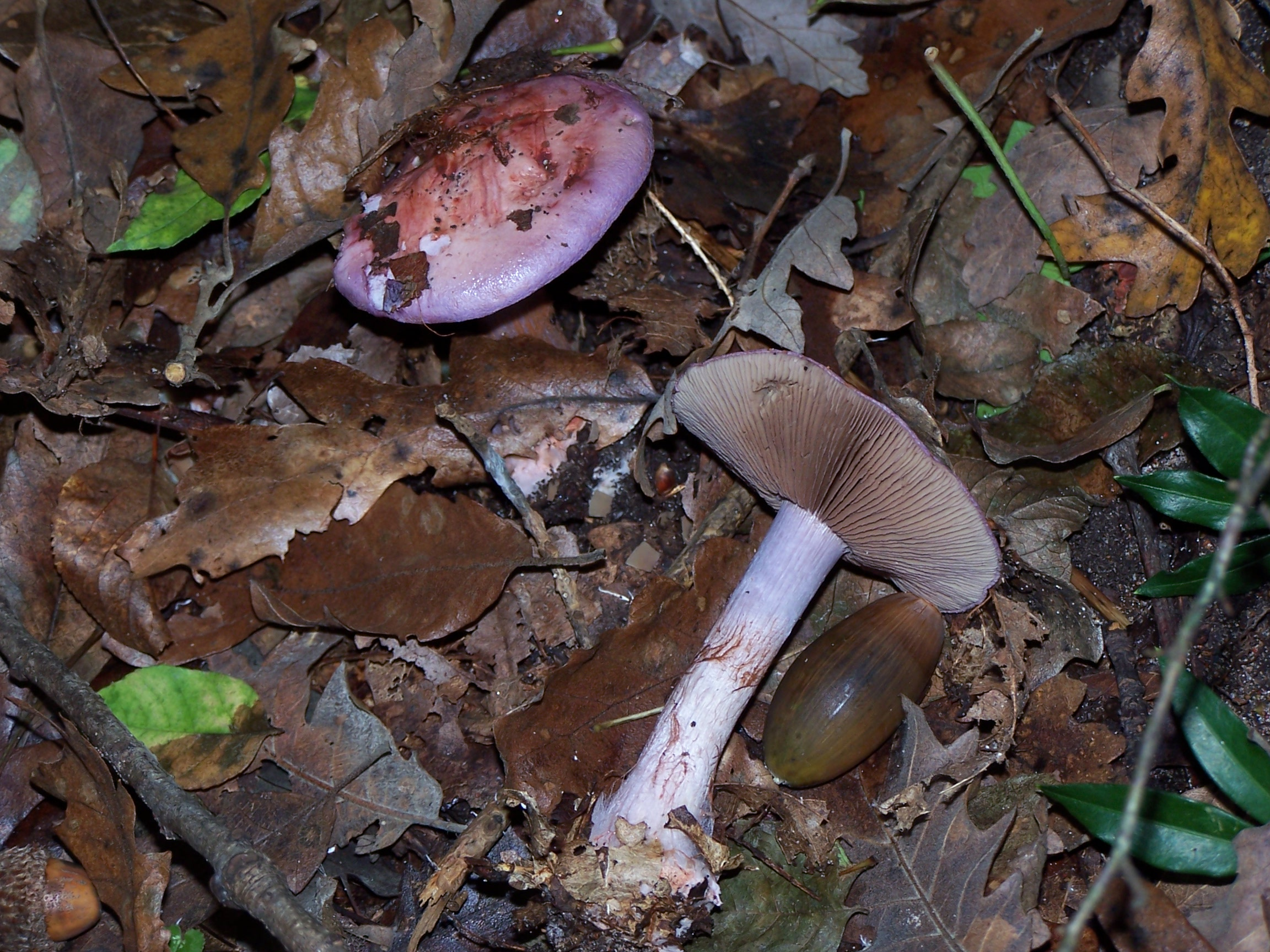
C. rufoolivaceus
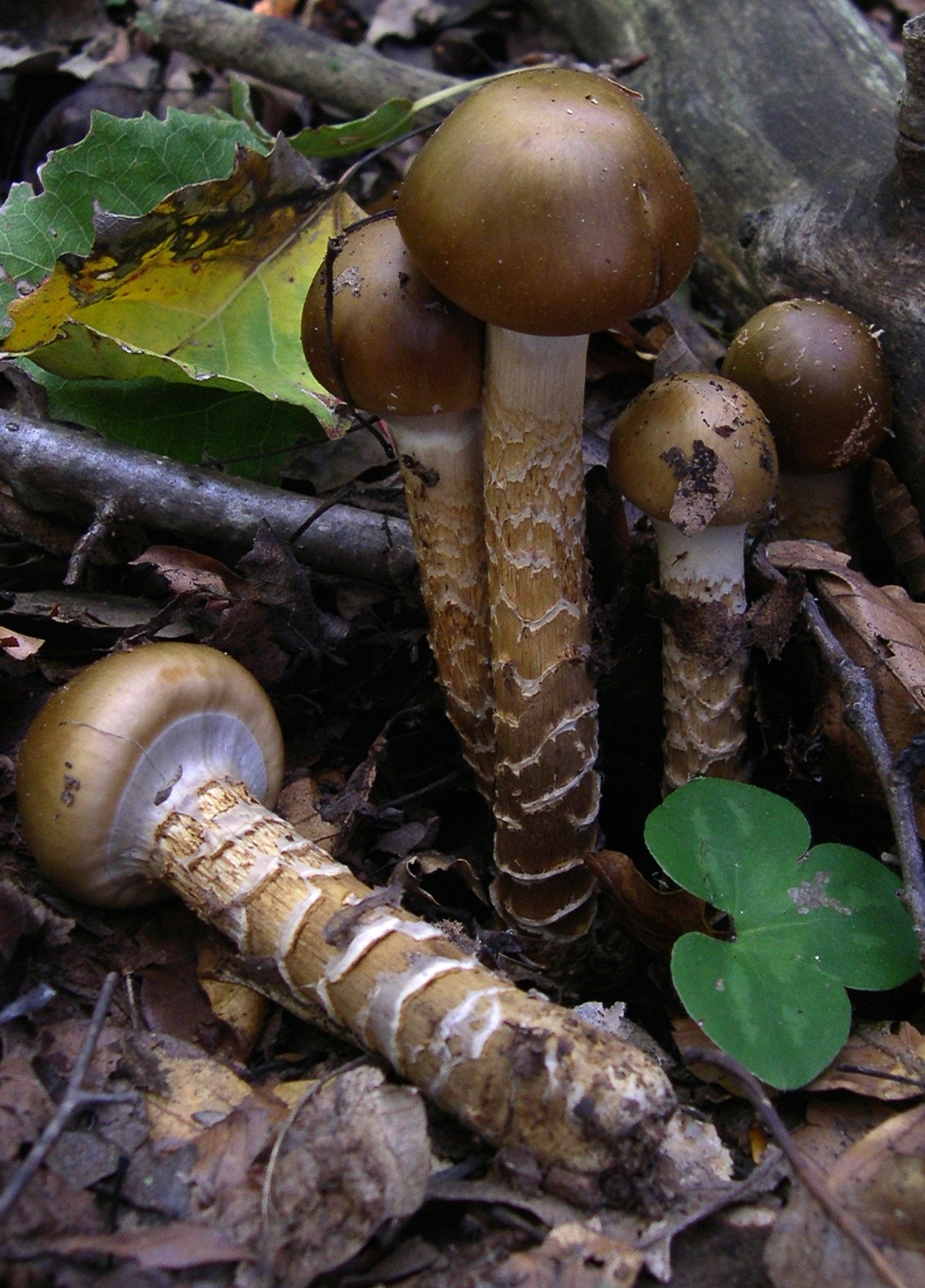
C. trivialis
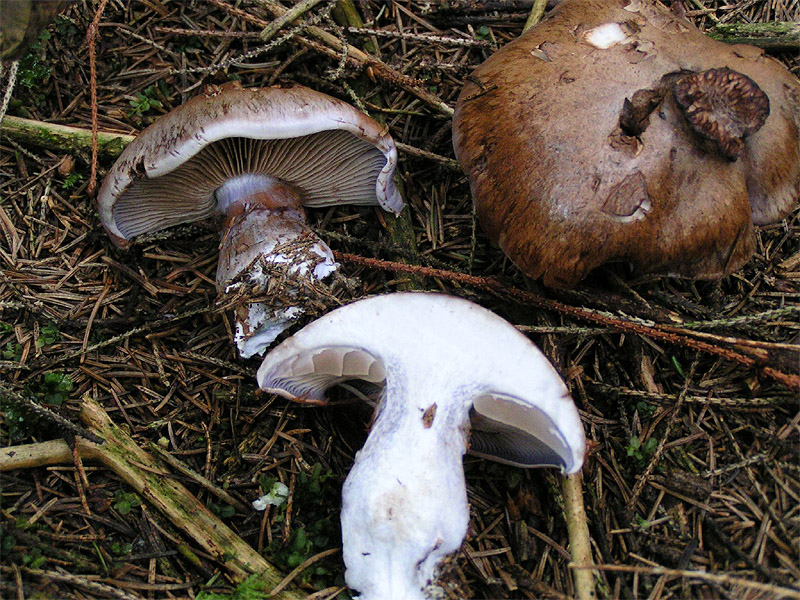
C. variecolor
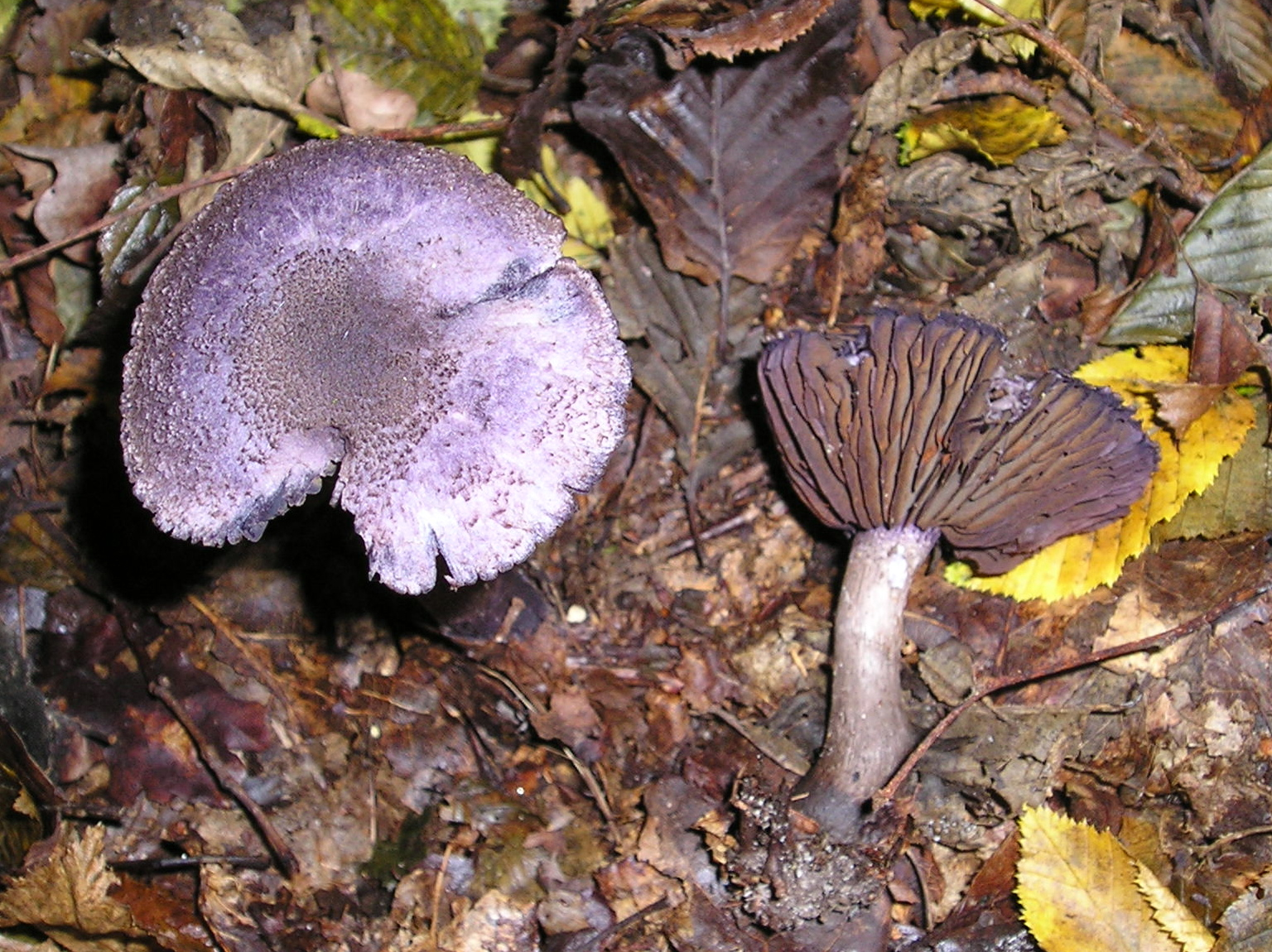
C. violaceus